# 2020 في السويد
أحداث عام 2020 في السويد.

## الحكم
- الملك - كارل السادس عشر غوستاف
- رئيس وزراء - ستيفان لوفن

## الأحـداث
- من 29 إلى 30 آب - 2020 اندلعت أعمال شغب في السويد في مدينتي مالمو ورونيبي السويديتين.

### الرياضة
- من 9 إلى 26 كانون الثاني - تقام البطولة الأوروبية لكرة اليد للرجال 2020 في مالمو وغوتنبرغ وستوكهولم (بالإضافة إلى النمسا والنرويج).

## الوفيات

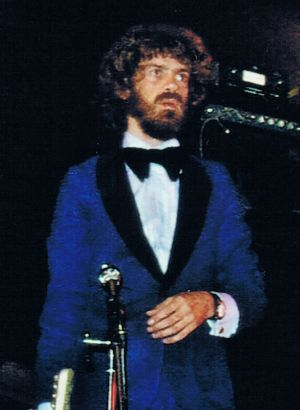
بو وينبرغ

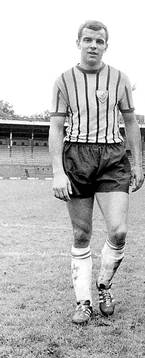
برنت أندرسون

- 1 كانون الثاني - بنجت ليفين, المنافس التوجيهي (مواليد 1958).[1]
- 3 كانون الثاني - بو وينبرج, عازف جيتار (مواليد 1939).[2]
- 6 كانون الثاني -
  - برنت أندرسون, لاعب كرة قدم (مواليد 1933).[3]
  - آرنه هولمغرين, عالم الكيمياء الحيوية (مواليد 1940).[4]
- 14 كانون الثاني - جان أولوف إيكهولم, كاتب خيال الجريمة (مواليد 1931).[5]
- 20 كانون الثاني - أولف نورمان, بحار أولمبي (مواليد 1935).[6]
- 25 كانون الثاني -
  - آن كول ، ممثلة (مواليد 1944).[7]
  - هولجر روماندر ، موظف مدني ، مفوض الشرطة الوطنية (مواليد 1921)[8]
- 31 كانون الثاني - غونار سفينسون, لاعب هوكي الجليد (مواليد 1956).[9]
- 8 آذار - ماكس فون سيدو, 90 سنة, ممثل فرنسي سويدي المولد (الختم السابع، طارد الأرواح الشريرة، بيل الفاتح).[10]